# Оборона Станиславова (1739)
Оборона міста Станиславова 1739 — оборона міста Станиславів від російських військ у ході російсько-турецької війни 1735-1739.

## Історія
Російські війська Мініха взяли Хотин 1739 року. Комендант Хотина втік до Станиславова куди рушила 62-тисячна Дністровська армія фельдмаршала Мініха.
Професор Грабовецький вказує, що місцеве населення радо зустрічали війська Росії. Проте може бути під сумнівом оскільки більше крім нього ніде не зустрічається дана інформація.
Обороною міста командував генерал Гундорф, який зміг стримати підхід основних сил Росії гарматним вонгнем внаслідок чого вони відступили.

## В історіографії
Професор кафедри історії України Прикарпатського університету Володимир Грабовецький  висвітлює прихід Російської армії надто позитивно ілюстує його маркситськими термінами стосовно шляхти та оборонців міста Станиславів. Зображає еліту міста ленінсько-маркситськими термінологічними словами як "патріціально-католицька верхівка", "всесильні магнати". Крім того декілька раз показує прихід військ Петра І та фельдмаршала Мініха як "звільнення".

## Див.також
- Бої за Станиславів (1704)
- Оборона Станиславова (1764)
- Бої за Станиславів (1809)
- Битва за Станиславів (1914-1917)
- Бої за Станиславів (1919)
- Бої за Станиславів (1939)
- Бої за Станиславів (1941)